# Mazouco
Mazouco est une paroisse (en portugais : freguesia) du Portugal, rattachée à la municipalité de Freixo de Espada à Cinta, située dans le district de Bragance et la région Nord.

## Géographie
La paroisse de Mazouco est située sur la rive droite du fleuve Douro, dans une vallée entourée de massifs montagneux. Mazouco est limitrophe :

## Administration
Mazouco a été le siège d'une paroisse jusqu'en 2013, avant d'être supprimée dans le cadre d'une réforme administrative nationale pour former, avec Freixo de Espada à Cinta, une nouvelle paroisse appelée « Union des paroisses de Freixo de Espada à Cinta et Mazouco » dont le siège se situe à Freixo de Espada à Cinta.

## Histoire
La présence de grottes habitées au temps de la préhistoire est attestée. Les Goths ont à leur tour visité la zone au moment de leur implantation dans la péninsule Ibérique.

## Démographie
| 1864 | 1878 | 1890 | 1900 | 1911 | 1920 | 1930 | 1940 | 1950 |
| ---- | ---- | ---- | ---- | ---- | ---- | ---- | ---- | ---- |
| 290  | 384  | 354  | 386  | 434  | 430  | 508  | 520  | 582  |

| 1960 | 1970 | 1981 | 1991 | 2001 | 2011 | - | - | - |
| ---- | ---- | ---- | ---- | ---- | ---- | - | - | - |
| 566  | 391  | 363  | 259  | 206  | 167  | - | - | - |

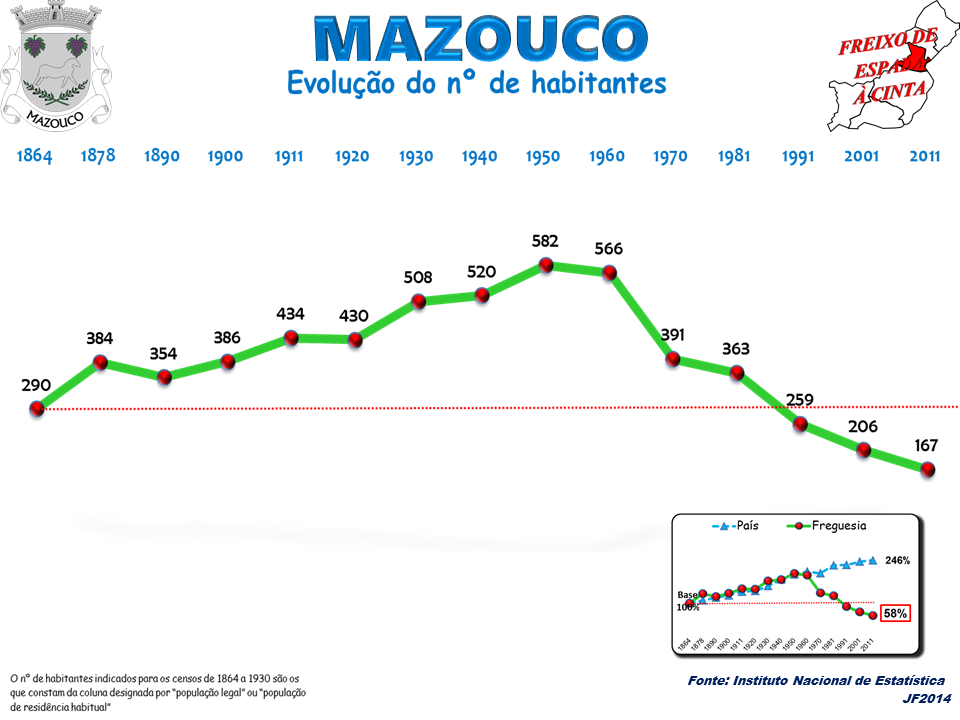
Évolution de population (1864-2011).
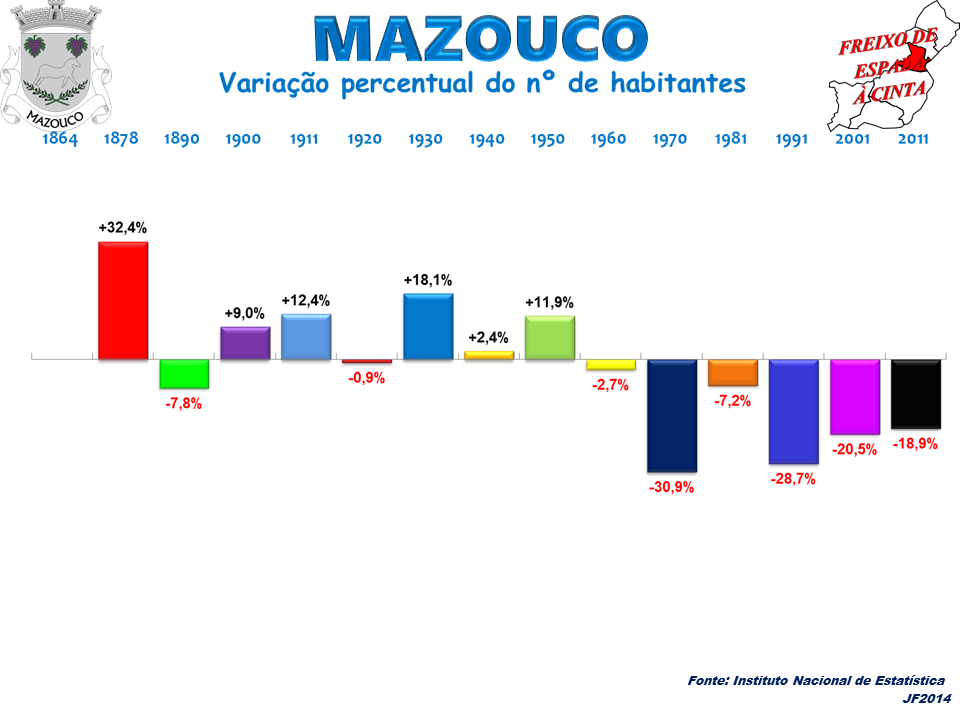
Variation de population (1864-2011).
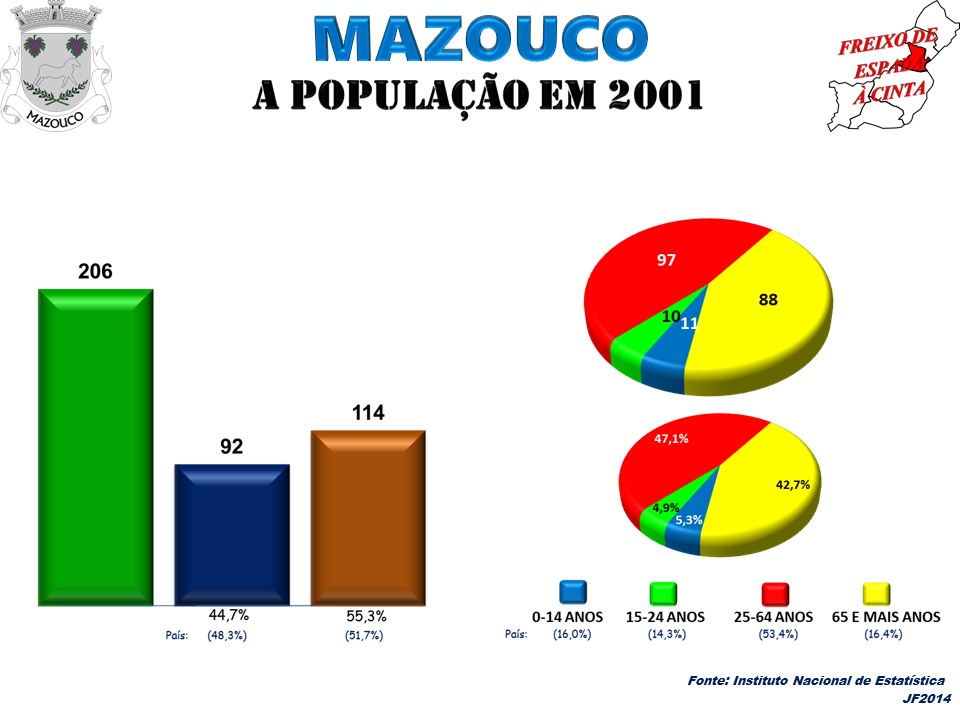
Population en 2001.
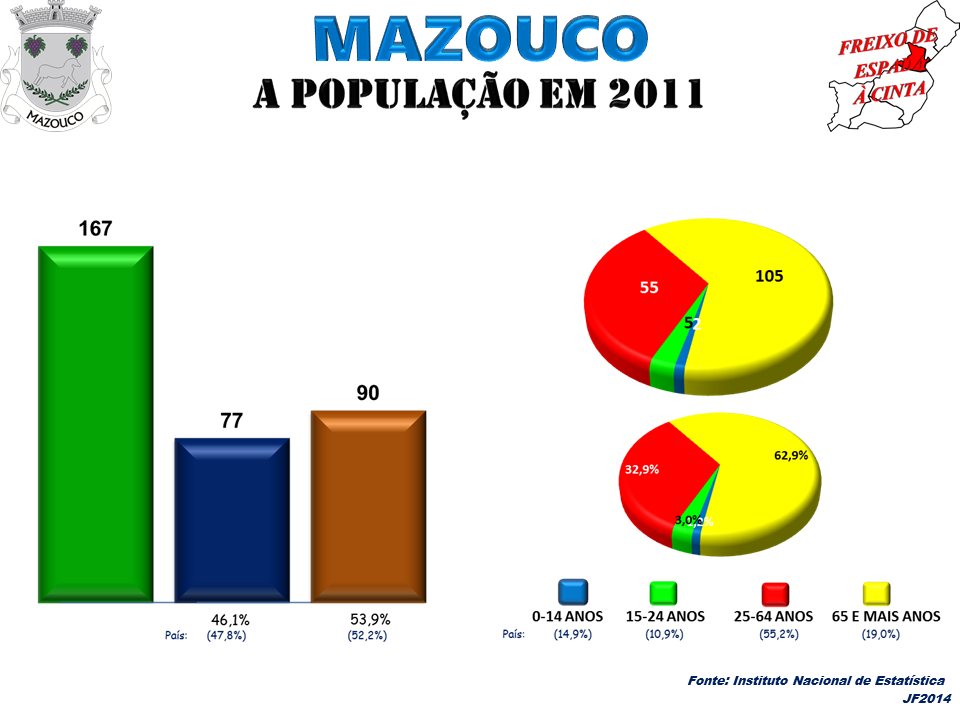
Population en 2011.

## Patrimoine
Des gravures rupestres sont connues en amont de la vallée depuis 1981, date de la publication de plusieurs figures attribuées au Paléolithique découvertes dans la zone de Mazouco. L'une de ces gravures représente un cheval et une autre ce qui ressemble à deux équidés, cette dernière ayant été fortement entamée par l'érosion. Elles sont situées sur une paroi rocheuse à 210 m au-dessus du niveau de l'eau. Leur style évoque le début du Magdalénien, mais une autre source fait état d'une datation plus récente, de seulement quelques milliers d'années avant notre ère. Il semble que d'autres gravures rupestres ont été recouvertes par les eaux à la suite de la construction du barrage de Pocinho en 1982.